# Dompierre-sous-Sanvignes
Dompierre-sous-Sanvignes é uma comuna francesa na região administrativa de Borgonha-Franco-Condado, no departamento Saône-et-Loire. Estende-se por uma área de 13,33 km². Em 2010 a comuna tinha 81 habitantes (densidade: 6,1 hab./km²).